# Freccia del Bernina
Freccia del Bernina era una relazione ferroviaria delle Ferrovie dello Stato classificata in orario come Treno diretto tra Milano Centrale e Tirano e viceversa.
A partire dal 15/06/08 e fino a dicembre 2008, la "Freccia del Bernina" tornò in orario come treno regionale circolando nei giorni festivi nella tratta Milano Porta Garibaldi - Tirano e Viceversa.
Il treno, di 1ª e 2ª classe, dopo l'elettrificazione a corrente continua a 3000 volt della linea della Valtellina era effettuato con elettromotrici ALe 883 e successivamente, dai primi anni ottanta, con carrozze MDVC. Negli anni '00 del XXI secolo, la composizione era formata da una locomotiva E.464 e da carrozze a piano ribassato in livrea XMPR.
La Freccia del Bernina rappresentava, inoltre, uno dei vettori ferroviari di scambio tra le linee ferroviarie gestite dalle FS e quelle gestite dalla Ferrovia retica, gestore tra l'altro della relazione con il nome molto simile, il Bernina Express.
Il nome della relazione deriva dalla cima delle Alpi Retiche Pizzo Bernina.